# Primera División Femenina de baloncesto 1993-94
La temporada 1993-94 de la Liga Femenina fue la 31.ª temporada de la liga femenina de baloncesto. Se disputó entre 1993 y 1994, culminando con la victoria de Costa Naranja Godella.

## Liga regular
| Pos. | Equipo                    | PJ | G  | P  | PF   | PC   | DP   | Pts | Clasificación o descenso |
| ---- | ------------------------- | -- | -- | -- | ---- | ---- | ---- | --- | ------------------------ |
| 1    | Dorna Godella             | 24 | 23 | 1  | 2092 | 1525 | +567 | 47  | Campeón                  |
| 2    | Sandra Gran Canaria       | 24 | 17 | 7  | 1875 | 1732 | +143 | 41  |                          |
| 3    | CB Vigo                   | 24 | 17 | 7  | 1754 | 1586 | +168 | 41  |                          |
| 4    | Banco Exterior Argentaria | 24 | 17 | 7  | 1950 | 1607 | +343 | 41  | Renuncia la categoría    |
| 5    | Canoe N. C.               | 24 | 16 | 8  | 1709 | 1623 | +86  | 40  |                          |
| 6    | Cepsa Tenerife            | 24 | 14 | 10 | 1878 | 1790 | +88  | 38  |                          |
| 7    | Aucalsa Oviedo            | 24 | 13 | 11 | 1729 | 1694 | +35  | 37  |                          |
| 8    | CB Navarra                | 24 | 9  | 15 | 1708 | 1766 | −58  | 33  |                          |
| 9    | Club Juven                | 24 | 8  | 16 | 1688 | 1910 | −222 | 32  | Renuncia la categoría    |
| 10   | Lasarte-Oria              | 24 | 7  | 17 | 1697 | 1981 | −284 | 31  |                          |
| 11   | Cajalón Zaragoza          | 24 | 6  | 18 | 1537 | 1925 | −388 | 30  |                          |
| 12   | Universidad de Salamanca  | 24 | 5  | 19 | 1603 | 1781 | −178 | 29  |                          |
| 13   | Caja Segovia              | 24 | 4  | 20 | 1645 | 1943 | −298 | 28  |                          |
| 14   | Rioja Lestonnac           | 0  | 0  | 0  | 0    | 0    | 0    | 0   | Renuncia la categoría    |

 Fuente: BRD

## Postemporada
- Campeonas de la Primera División Femenina 1993-94: Dorna Godella (4º título).
- Campeonas de la Copa de la Reina 1993-94: Dorna Godella (3er título).
- Clasificadas para Copa de Europa de Campeonas 1994-95: Dorna Godella.
- Clasificadas para Copa Ronchetti 1994-95: Sandra Gran Canaria, CB Vigo, Cepsa Tenerife y CB Navarra.
- Descendidas a Primera División B:  Rioja Lestonnac, Club Juven y BEX Argentaria (renuncian a la categoría).
- Ascendidas de Primera División B:  Universitari Barcelona, Nàstic Tarragona y Universidad de Oviedo.